# Saliut 6
La Saliut 6 (en ruso: Салют-6; romanizado Salyut 6; lit. 'fuego artificial - salva 6'), también denominada DOS-5, fue una estación espacial soviética lanzada el 29 de septiembre de 1977 empleando un cohete Protón. Fue la octava estación espacial que la Unión Soviética impulsó en el marco del programa Saliut y la primera de las estaciones Saliut de segunda generación.
Aunque compartía diseño con las anteriores estaciones del programa Saliut 6 poseía avances como un segundo puerto de atraque, un nuevo sistema de propulsión principal o instrumentación científica como el telescopio multiespectral BST-1M. La inclusión de un segundo puerto de atraque hizo posibles el intercambio de tripulaciones y, por primera vez, el reabastecimiento de la estación por los cargueros no tripulados Progress. Ello permitió planificar expediciones de cosmonautas de corta y de larga duración. Se considera que es el inicio de la transición a las estaciones espaciales multimodulares de investigación como la Estación Espacial MIR o la Estación Espacial Internacional.
A diferencia del programa Saliut previo, que ofrecieron éxitos limitados y varias misiones fallidas incluyendo el fallecimiento de la tripulación de la Soyuz 11 tras volver de la Saliut 1, Saliut 6 contó con un amplio número de misiones exitosas. Desde 1977 hasta 1982 fue visitada por cinco tripulaciones de larga duración y siete de corta incluyendo por primera vez a cosmonautas de los países del Pacto de Varsovia integrados en el programa Intercosmos. Estas tripulaciones realizaron misiones científicas e investigaciones sobre astronomía, observaciones de los recursos de la Tierra o estudios de la adaptación humana al espacio. Completadas las misiones y tras el lanzamiento de la Saliut 7 (1982-1991) la estación espacial fue destruida el 29 de julio de 1982 casi cinco años después de su lanzamiento.

## Descripción

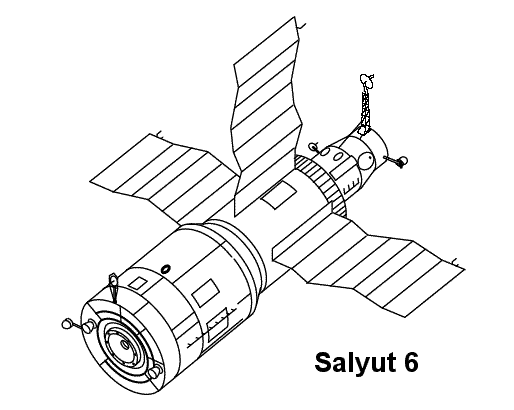
Configuración básica orbital de la Saliut 6

La Saliut 6 fue lanzada desde el cosmódromo de Baikonur el 29 de septiembre de 1977 en un cohete Proton 8K82K. Catalogada como la primera estación espacial de segunda generación del programa Saliut, a diferencia de sus predecesoras, los ingenieros optaron por una construcción basada en componentes probados con éxito en anteriores estaciones. De la Saliut 4 se adoptó su sistema de navegación (formado por un ordenador semiautomático Delta que mantenía la órbita y otro ordenador Kaskad que controlaba su orientación), su sistema energético (integrado por tres paneles solares orientables de 51 metros cuadrados que podían producir a máximo rendimiento 4 kilovatios de energía) y su sistema de regulación térmico (que incluía un sofisticado aislamiento y radiadores derivados de los usados en la Saliut 4). Además empleó un sistema ambiental utilizado por primera vez en la Saliut 3 y se controló su orientación usando giroscopios que fueron probados primero en esa estación.
La característica más importante de la Saliut 6 fue, sin embargo, la inclusión de un segundo puerto de atraque en el extremo de popa que posibilitaba el acoplamiento dos naves espaciales a la vez. Este segundo puerto de acoplamiento extra hizo necesaria la adopción de un sistema de propulsión de doble cámara, similar al utilizado en las estaciones espaciales Saliut 3 y Saliut 5 del programa militar Almaz, con dos toberas de motor produciendo 2.9 kilonewtons de empuje cada una a cada lado del puerto de popa. La parte posterior de los dos puertos de atraque fue diseñada para permitir el reabastecimiento con las naves no tripuladas Progress. Estos cargeros llevaron suministros, repuestos y equipamiento extra que ayudaron a garantizar que la tripulación tuviese siempre algún trabajo científico útil que hacer a bordo de la estación. En total doce vuelos Progress entregaron más de 20 toneladas de equipamiento, suministros y combustible.
La Saliut 6 introdujo un sistema de propulsión unificado. Los motores y propulsores de control de la estación utilizaban como combustible dimetilhidrazina asimétrica y tetróxido de nitrógeno almacenados en depósitos a presión, lo que permitía que la capacidad de los tanques de los cargueros Progress fuese aprovechada al máximo. La totalidad del motor y el combustible almacenado se encontraban dentro de una bahía no presurizada en la parte trasera de la estación del mismo diámetro que el principal compartimento presurizado. Pese a estas mejoras la estación espacial mantuvo una longitud global similar a las de anteriores estaciones debido al reemplazo del motor Soyuz.
Para permitir los paseos espaciales la estación contaba con una compuerta de apertura hacia el interior EVA en el compartimento de transferencia delantero que podía ser utilizada como esclusa de aire de una manera similar al sistema utilizado en la Saliut 4. Este compartimento contenía dos nuevos trajes espaciales semirrígidos, más flexibles que los trajes anteriores, y que podían ponerse en caso de emergencia en menos de cinco minutos.   
La estación también ofreció unas mejoras considerables en las condiciones de vida sobre las anteriores al equipar maquinaria insonorizada, la inclusión de camas para dormir y dotando a la estación con una ducha y un extenso gimnasio.   

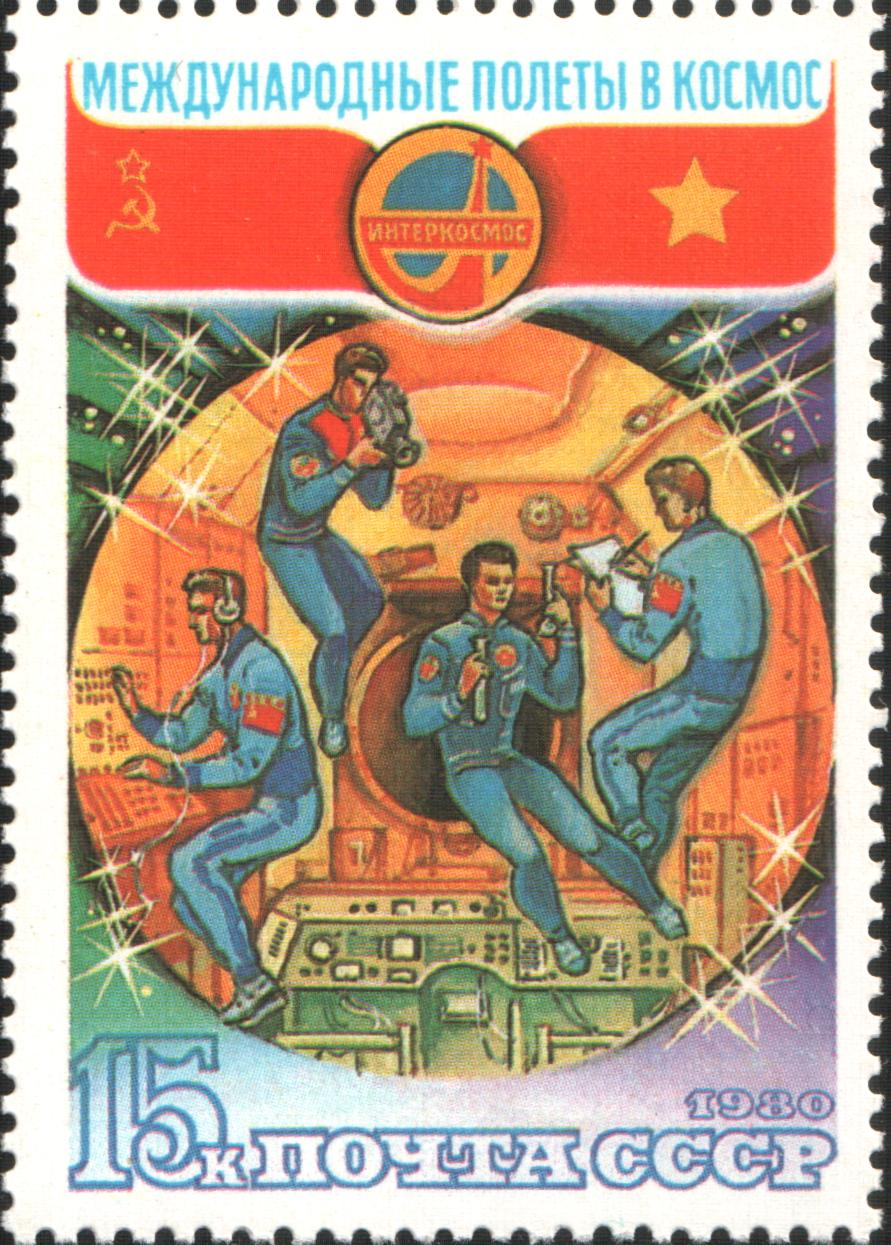
Sello conmemorativo de la misión conjunta soviético-vietnamita (1980)

Con todas estas novedades las tripulaciones con misiones de larga duración podían recibir a otras tripulaciones con misiones más breves y se facilitaban los intercambios. Tales intercambios, con una expedición desalojando la estación tras la llegada de la siguiente, hizo posible que el codiciado objetivo de la ocupación ininterrumpida estuviese un paso más cerca. La primera tripulación de larga duración en visitar la estación, permaneciendo 96 días en órbita, rompió el récord de permanencia en el espacio establecido en la estación espacial estadounidense Skylab. Con posterioridad alcanzaron nuevos récords ya que la expedición más larga permaneció 185 días en órbita. La mayoría de las expediciones con misiones breves estuvieron integradas por cosmonautas de países no soviéticos que participaban en el programa Intercosmos. Vladimír Remek de Checoslovaquia, en 1978, fue el primer cosmonauta que no fue estadounidense o soviético en visitar una estación espacial. Con posterioridad participaron cosmonautas de Hungría, Polonia, Rumania, Cuba, Mongolia, Vietnam y la República Democrática Alemana.  

## Instrumentos

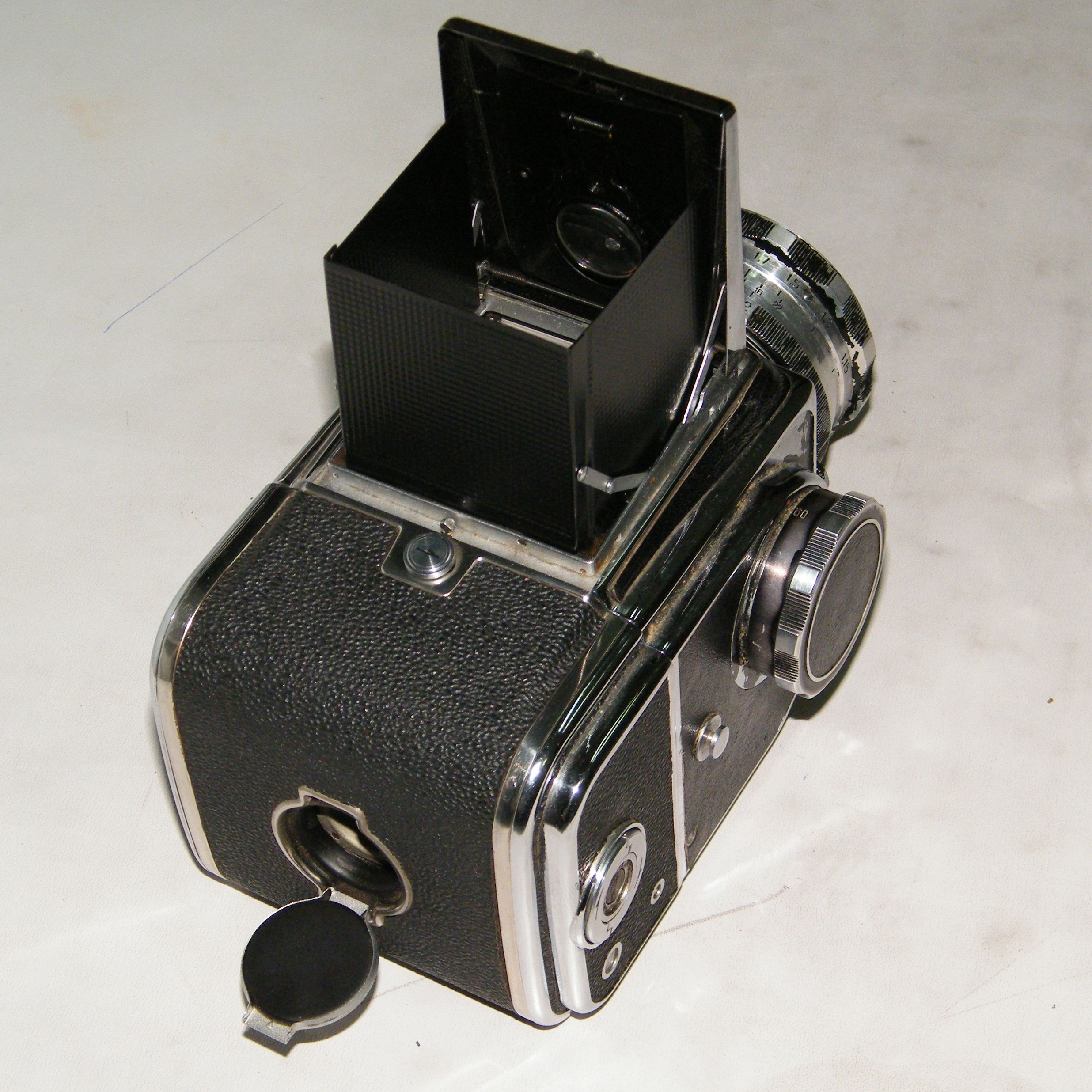
Cámara utilizada en el programa Saliut

El instrumento principal llevado a bordo en la estación fue el telescopio multiespectral BST-1M, el cual podía llevar a cabo observaciones astronómicas en el espectro infrarrojo, ultravioleta y submilimétrico usando un espejo de 1.5 metros de diámetro que se hizo funcionar en condiciones criogénicas rondando los -269 °C.  El telescopio podía ser operado sólo cuando la Saliut 6 estaba en la cara nocturna de la Tierra y mantenía su tapa cerrada el resto del tiempo.  
El segundo instrumento en importancia fue la cámara multiespectral MKF-6M que llevó a cabo observaciones de los recursos de la Tierra.  Era un diseño mejorado de la cámara probada por primera vez en la Soyuz 22 (1976) y la cámara capturaba en cada imagen un área de 165×220 kilómetros con una resolución de 20 metros. Cada imagen era capturada simultáneamente en seis grupos de casetes de 1.200 fotogramas que requerían un reemplazo regular debido a los efectos de la radiación.   
La Saliut 6 también disponía de una cámara de trazado de mapas topográficos y estereoscópicos con una longitud central de 140 milímetros, la cual capturaba imágenes de 450×450 kilómetros con una resolución de 50 metros en el espectro visible e infrarrojo, y que podía ser operada de forma remota o por las tripulaciones residentes. Las capacidades fotográficas de la estación fueron, por lo tanto, amplias y el Ministerio de Agricultura soviético decidió plantar cultivos seleccionados específicamente en Ucrania y en Vorónezh para examinar la capacidad de las cámaras.  
Para ampliar aún más sus capacidades científicas la estación contaba con 20 ventanillas de observación, dos esclusas de aire para sacar equipamiento al espacio o expulsar basura, y varias piezas de aparatos para llevar a cabo experimentos biológicos. 
Más tarde, con la estación en órbita, un carguero Progress entregó el 18 de julio de 1979 el observatorio de radio KRT-10 que fue el primer radiotelescopio externo que se instaló en una estación espacial. Este radiotelescopio incorporó una antena direccional y cinco radiómetros. La antena estaba desplegada en el ensamblaje de acoplamiento trasero, el controlador permanecía en el interior de la estación, y se utilizó para observaciones astronómicas y meteorológicas.

## Naves de soporte y mantenimiento

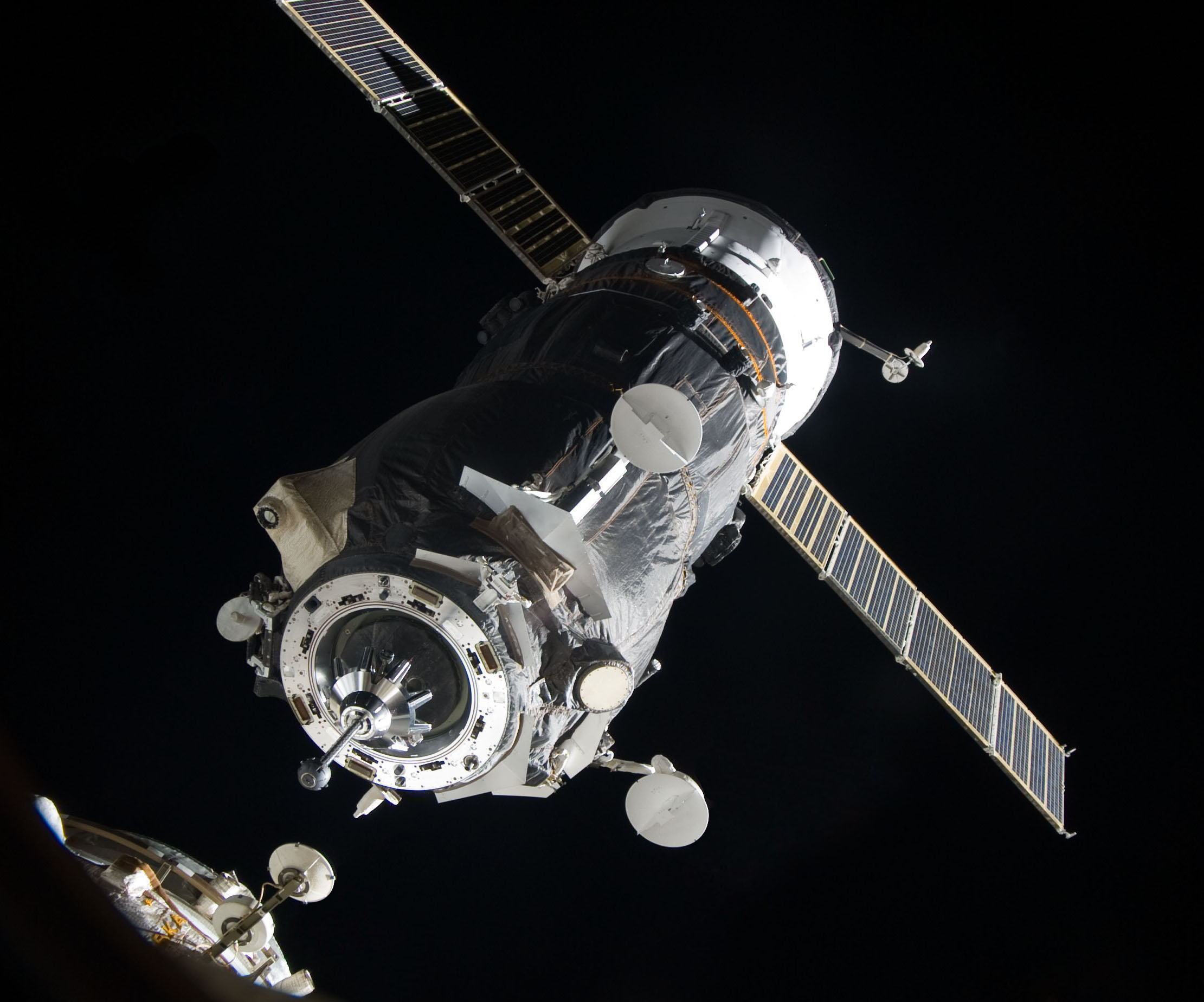
Nave de carga no tripulada Progress (2010)

Inicialmente se encargaron del abastecimiento diversas naves tripuladas Soyuz, que se empleaban para la rotación de las tripulaciones, y cuya utilización también estaba prevista para los casos de una evacuación de emergencia. Las naves atracaban automáticamente empleando el nuevo sistema de acoplamiento automático Igla y fueron utilizados también por las tripulaciones al regresar a la Tierra al final de su vuelo.
Posteriormente la Saliut 6 fue la primera estación espacial en ser capaz de reabastecerse con los cargueros automáticos Progress. Dichos cargueros sólo podían atracar en el puerto trasero ya que los conductos que permitían a la estación reponer sus fluidos no estaban disponibles en el puerto frontal. Los cargueros atracaban automáticamente gracias al Igla y eran descargadas por los cosmonautas a bordo. La transferencia del combustible se llevaba a cabo mediante un procedimiento automático bajo la supervisión del control de la misión en la Tierra.
Además de las naves Soyuz y Progress, una vez que se marchó la última tripulación, la Saliut 6 recibió la visita de una nave logística de transporte experimental, llamada Kosmos 1267, en 1982. La nave, conocida como TKS, fue originalmente diseñada para el programa Almaz y probó que los módulos de gran tamaño podrían atracar automáticamente en estaciones espaciales, un paso importante hacia la fabricación de estaciones multimodulares como la Mir o la Estación Espacial Internacional.

## Tripulaciones residentes

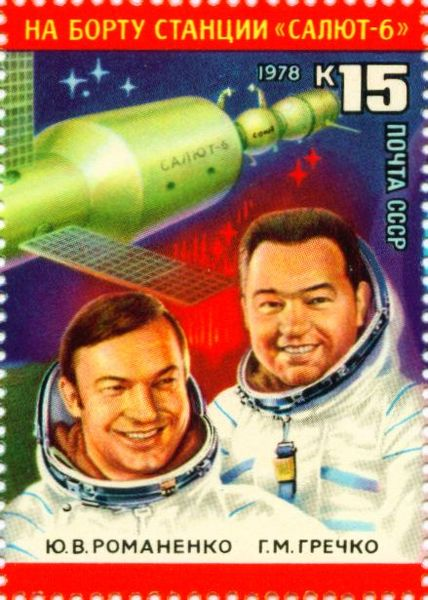
Sello conmemorativo de la primera tripulación residente Yuri Romanenko y Georgi Grechko

La estación recibió en total 16 tripulaciones de cosmonautas, incluyendo cinco tripulaciones de larga duración, siendo la expedición más larga de 185 días de duración. Las tripulaciones residentes en misiones de larga duración fueron identificadas con el prefijo EO y las participantes en misiones de corta duración con el prefijo EP.   
1. El 10 de diciembre de 1977 la primera tripulación residente, Yuri Romanenko y Georgi Grechko, llegó en la Soyuz 26 y permaneció a bordo de la estación durante 96 días, regresando en la Soyuz 27 el 16 de marzo de 1978, fijando un nuevo record de permanencia en el espacio, superando el de la tercera expedición de los americanos en la Estación Skylab de 84 días de 1974.
2. El 15 de junio de 1978 Vladimir Kovalyonok y Aleksandr Ivanchenkov (Soyuz 29) permanecieron a bordo durante 140 días.
3. El 25 de febrero de 1979 Vladimir Lyakhov y Valeri Ryumin (Soyuz 32) permanecieron un total de 175 días.
4. El 9 de abril de 1980 Leonid Popov y Valeri Ryumin (Soyuz 35) permanecieron en la expedición más larga hasta la fecha contabilizando 185 días. El 19 de julio ambos participaron en la ceremonia de apertura de los Juegos Olímpicos de Moscú 1980 enviando sus saludos en directo a los atletas olímpicos y deseando una feliz apertura de los juegos en una comunicación entre la estación y el estadio Lenin. Aparecieron en el marcador del estadio y sus voces fueron traducidas a través de altavoces.[14]
5. El 27 de noviembre de 1980 una misión de reparación, compuesta por Leonid Kizim, Oleg Makarov, y Gennady Strekalov (Soyuz T-3) trabajaron en la estación durante 12 días.
6. El 12 de marzo de 1981 la última tripulación residente, Vladimir Kovalyonok y Viktor Savinykh, permanecieron durante 75 días.

## Operaciones de la estación

### Operaciones de acoplamiento
| Nave        | Día de acoplamiento      | Hora de acoplamiento | Puerto  | Día de desacoplamiento        | Hora de desacoplamiento | Duración (días) |
| ----------- | ------------------------ | -------------------- | ------- | ----------------------------- | ----------------------- | --------------- |
| Soyuz 25    | 10 de octubre de 1977    | 07:09                | frontal | 11 de octubre de 1977         | ~08:00                  | 1.03            |
| Soyuz 26    | 11 de diciembre de 1977  | 06:02                | trasero | 16 de enero de 1978           | 14:22                   | 36.35           |
| Soyuz 27    | 11 de enero de 1978      | 17:06                | frontal | 16 de marzo de 1978           | 11:00                   | 63.75           |
| Progress 1  | 22 de enero de 1978      | 13:12                | trasero | 7 de febrero de 1978          | 08:55                   | 15.82           |
| Soyuz 28    | 3 de marzo de 1978       | 20:10                | trasero | 10 de marzo de 1978           | 13:25                   | 6.72            |
| Soyuz 29    | 17 de junio de 1978      | 00:58                | frontal | 3 de septiembre de 1978       | 11:23                   | 78.43           |
| Soyuz 30    | 29 de junio de 1978      | 20:08                | trasero | 5 de julio de 1978            | 13:15                   | 6.71            |
| Progress 2  | 9 de julio de 1978       | 15:59                | trasero | 2 de agosto de 1978           | 07:57                   | 23.66           |
| Progress 3  | 10 de agosto de 1978     | 03:00                | trasero | 21 de agosto de 1978          | -                       | ~11             |
| Soyuz 31    | 27 de agosto de 1978     | 19:37                | trasero | 7 de septiembre de 1978       | 13:53                   | 10.76           |
| Soyuz 31    | 7 de septiembre de 1978  | 14:21                | frontal | 2 de noviembre de 1978        | 10:46                   | 55.85           |
| Progress 4  | 6 de octubre de 1978     | 04:00                | trasero | 24 de octubre de 1978         | 16:07                   | 18.50           |
| Soyuz 32    | 26 de febrero de 1979    | 08:30                | frontal | 13 de junio de 1979           | 12:51                   | 107.18          |
| Progress 5  | 14 de marzo de 1979      | 10:20                | trasero | 3 de abril de 1979            | 19:10                   | 20.37           |
| Progress 6  | 15 de mayo de 1979       | 09:19                | trasero | 8 de junio de 1979            | 11:00                   | 24.07           |
| Soyuz 34    | 8 de junio de 1979       | 23:02                | trasero | 14 de junio de 1979           | 19:18                   | 5.84            |
| Soyuz 34    | 14 de junio de 1979      | ~19:50               | frontal | 19 Agosto 1979                | 12:08                   | 65.86           |
| Progress 7  | 30 de junio de 1979      | 14:18                | trasero | 18 de julio de 1979           | 06:50                   | 17.69           |
| Soyuz T-1   | 19 de diciembre de 1979  | 17:05                | frontal | 24 de marzo de 1980           | 00:04                   | 94.29           |
| Progress 8  | 29 de marzo de 1980      | 23:01                | trasero | 25 de abril de 1980           | 11:04                   | 26.50           |
| Soyuz 35    | 10 de abril de 1980      | 18:16                | frontal | 3 de junio de 1980            | 14:47                   | 53.85           |
| Progress 9  | 29 de abril de 1980      | 11:09                | trasero | 20 de mayo de 1980            | 21:51                   | 21.45           |
| Soyuz 36    | 27 de mayo de 1980       | 22:56                | trasero | 4 de junio de 1980            | 18:08                   | 7.86            |
| Soyuz 36    | 4 de junio de 1980       | 19:38                | frontal | 31 de julio de 1980           | 14:55                   | 56.86           |
| Soyuz T-2   | 6 de junio de 1980       | 18:58                | trasero | 9 de junio de 1980            | 12:24                   | 2.73            |
| Progress 10 | 1 de julio de 1980       | 08:53                | trasero | 18 de julio de 1980           | 01:21                   | 16.69           |
| Soyuz 37    | 24 de junio de 1980      | 23:02                | trasero | 1 de agosto de 1980           | 19:43                   | 7.86            |
| Soyuz 37    | 1 de agosto de 1980      | ~20:10               | frontal | 11 de octubre de 1980         | 09:30                   | 70.56           |
| Progress 11 | 30 de septiembre de 1980 | 20:03                | trasero | 9 de diciembre de 1980        | 13:23                   | 69.72           |
| Soyuz T-3   | 28 de noviembre de 1980  | 18:54                | frontal | 10 de diciembre de 1980       | 09:10                   | 11.59           |
| Progress 12 | 26 de enero de 1981      | 18:56                | trasero | 19 de marzo de 1981           | 21:14                   | 52.09           |
| Soyuz T-4   | 13 de marzo de 1981      | 23:33                | frontal | 26 de mayo de 1981            | -                       | ~74             |
| Soyuz 39    | 23 de marzo de 1981      | 19:28                | trasero | 30 de marzo de 1981           | 11:22                   |                 |
| Soyuz 40    | 15 de mayo de 1981       | 21:50                | trasero | 22 de mayo de 1981            | 13:37                   | 6.66            |
| Kosmos 1267 | 19 de junio de 1981      | 10:52                | frontal | atracado de manera permanente | -                       | -               |

Fechas y horas según la Hora de Moscú. Fuente:
 

### Tripulaciones de la estación
| Expedición       | Tripulación                                                   | Fecha de lanzamiento              | Misión de despegue | Fecha de aterrizaje               | Misión de aterrizaje | Duración (días) |
| ---------------- | ------------------------------------------------------------- | --------------------------------- | ------------------ | --------------------------------- | -------------------- | --------------- |
| Saliut 6 - EO-1  | Yuri Romanenko, Georgi Grechko                                | 10 de diciembre de 1977 01:18:40  | Soyuz 26           | 16 de marzo de 1978 11:18:47      | Soyuz 27             | 96.42           |
| Saliut 6 - EP-1  | Vladimir Dzhanibekov, Oleg Makarov                            | 10 de enero de 1978 12:26:00      | Soyuz 27           | 16 de enero de 1978 11:24:58      | Soyuz 26             | 5.96            |
| Saliut 6 - EP-2  | Aleksei Gubarev, Vladimír Remek - Checoslovaquia              | 2 de marzo de 1978 15:28:00       | Soyuz 28           | 10 de marzo de 1978 13:44:00      | Soyuz 28             | 7.93            |
| Saliut 6 - EO-2  | Vladimir Kovalyonok, Aleksandr Ivanchenkov                    | 15 de junio de 1978 20:16:45      | Soyuz 29           | 2 de noviembre de 1978 11:04:17   | Soyuz 31             | 139.62          |
| Saliut 6 - EP-3  | Pyotr Klimuk, Miroslaw Hermaszewski - Polonia                 | 27 de junio de 1978 15:27:21      | Soyuz 30           | 5 de julio de 1978 13:30:20       | Soyuz 30             | 7.92            |
| Saliut 6 - EP-4  | Valery Bykovsky, Sigmund Jähn - República Democrática Alemana | 26 de agosto de 1978 14:51:30     | Soyuz 31           | 3 de septiembre de 1978 11:40:34  | Soyuz 29             | 7.87            |
| Saliut 6 - EO-3  | Vladimir Lyakhov, Valery Ryumin                               | 25 de febrero de 1979 11:53:49    | Soyuz 32           | 19 de agosto de 1979 12:29:26     | Soyuz 34             | 175.02          |
| Saliut 6 - EO-4  | Leonid Popov, Valery Ryumin                                   | 9 de abril de 1980 13:38:22       | Soyuz 35           | 11 de octubre de 1980 09:49:57    | Soyuz 37             | 184.84          |
| Saliut 6 - EP-5  | Valery Kubasov, Bertalan Farkas - Hungría                     | 26 de mayo de 1980 18:20:39       | Soyuz 36           | 3 de junio de 1980 15:06:23       | Soyuz 35             | 7.87            |
| Saliut 6 - EP-6  | Yuri Malyshev, Vladimir Aksyonov                              | 5 de junio de 1980 14:19:30       | Soyuz T-2          | 9 de junio de 1980 12:39:00       | Soyuz T-2            | 3.93            |
| Saliut 6 - EP-7  | Viktor Gorbatko, Pham Tuan - Vietnam                          | 23 de julio de 1980 18:33:03      | Soyuz 37           | 31 de julio de 1980 15:15:02      | Soyuz 36             | 7.86            |
| Saliut 6 - EP-8  | Yuri Romanenko, Arnaldo Tamayo Méndez - Cuba                  | 18 de septiembre de 1980 19:11:03 | Soyuz 38           | 26 de septiembre de 1980 15:54:27 | Soyuz 38             | 7.86            |
| Saliut 6 - EO-5  | Leonid Kizim, Oleg Makarov Gennady Strekalov                  | 27 de noviembre de 1980 14:18:28  | Soyuz T-3          | 10 de diciembre de 1980 09:26:10  | Soyuz T-3            | 12.80           |
| Saliut 6 - EO-6  | Vladimir Kovalyonok, Viktor Savinykh                          | 12 de marzo de 1981 19:00:11      | Soyuz T-4          | 26 de mayo de 1981 12:37:34       | Soyuz T-4            | 74.73           |
| Saliut 6 - EP-9  | Vladimir Dzhanibekov, Jugderdemidiyn Gurragcha - Mongolia     | 22 de marzo de 1981 14:58:55      | Soyuz 39           | 30 de marzo de 1981 11:40:58      | Soyuz 39             | 7.86            |
| Saliut 6 - EP-10 | Leonid Popov, Dumitru Prunariu - Rumanía                      | 14 de mayo de 1981 17:16:38       | Soyuz 40           | 22 de mayo de 1981 13:58:30       | Soyuz 40             | 7.86            |

Fechas y horas pertenecen al Tiempo universal coordinado.

### Paseos espaciales
| EVA (Actividad Extra-Vehicular) | Cosmonautas              | Fecha                   | Inicio del EVA | Fin del EVA | Duración (horas) | Comentarios |
| ------------------------------- | ------------------------ | ----------------------- | -------------- | ----------- | ---------------- | --- |
| Saliut 6 - PE-1                 | Romanenko y Grechko      | 19 de diciembre de 1977 | 21:36          | 23:04       | 1:28             | Prueba de los trajes espaciales Orlan-D, inspección de los aparatos de conexión y despliegue del casete Medusa.                              |
| Saliut 6 - PE-2                 | Kovalyonok y Ivanchenkov | 29 de julio de 1978     | 04:00          | 06:20       | 2:05             | Recuperación del casete Medusa y del detector de micrometeoritos pasivo, despliegue de detector de radiación y nuevas cintas experimentales. |
| Saliut 6 - PE-3                 | Ryumin y Lyakhov         | 15 de agosto de 1979    | 14:16          | 15:39       | 1:23             | Eliminación del radiotelescopio de plato KRT-10, recuperación de cintas experimentales.                                                      |

Fechas y horas pertenecen al Tiempo universal coordinado. Fuente: